# Pro12 2011/12
Die Saison 2011/12 der Pro12 (aus Sponsoringgründen auch RaboDirect Pro 12 genannt) begann am 3. September 2011. Die reguläre Saison umfasste 22 Spieltage (je eine Vor- und Rückrunde) und dauerte bis zum 6. Mai 2012. Die besten vier Mannschaften spielten in zwei Halbfinals um die Teilnahme am Finale. Beteiligt waren je vier Teams aus Irland und Wales sowie je zwei Teams aus Italien und Schottland. Das Finale am 27. Mai entschieden die Ospreys für sich.

## Tabelle
M = Letztjähriger Meister
|     | Team                   | Spiele | Siege | Unent. | Ndlg. | Spiel- punkte | Diff. | Bonus- punkte | Tabellen- punkte |
| --- | ---------------------- | ------ | ----- | ------ | ----- | ------------- | ----- | ------------- | ---------------- |
| 01. | Leinster Rugby         | 22     | 18    | 1      | 3     | 568:326       | + 242 | 7             | 81               |
| 02. | Ospreys                | 22     | 16    | 1      | 5     | 491:337       | + 154 | 5             | 71               |
| 03. | Munster Rugby (M)      | 22     | 14    | 1      | 7     | 489:367       | + 122 | 9             | 67               |
| 04. | Glasgow Warriors       | 22     | 13    | 4      | 5     | 445:321       | + 124 | 5             | 65               |
| 05. | Scarlets               | 22     | 12    | 2      | 8     | 446:373       | + 73  | 10            | 62               |
| 06. | Ulster Rugby           | 22     | 12    | 0      | 10    | 474:424       | + 50  | 8             | 56               |
| 07. | Cardiff Blues          | 22     | 10    | 0      | 12    | 446:460       | − 14  | 10            | 50               |
| 08. | Connacht Rugby         | 22     | 7     | 1      | 14    | 321:433       | − 112 | 7             | 37               |
| 09. | Newport Gwent Dragons  | 22     | 7     | 1      | 14    | 370:474       | − 104 | 6             | 36               |
| 10. | Benetton Rugby Treviso | 22     | 7     | 0      | 15    | 419:558       | − 139 | 8             | 36               |
| 11. | Edinburgh Rugby        | 22     | 6     | 1      | 15    | 454:588       | − 134 | 6             | 32               |
| 12. | Aironi                 | 22     | 4     | 0      | 18    | 289:551       | − 262 | 6             | 22               |

Die Punkte werden wie folgt verteilt:
- 4 Punkte bei einem Sieg
- 2 Punkte bei einem Unentschieden
- 0 Punkte bei einer Niederlage (vor möglichen Bonuspunkten)
- 1 Bonuspunkt für vier oder mehr Versuche, unabhängig vom Endstand
- 1 Bonuspunkt bei einer Niederlage mit sieben oder weniger Punkten Unterschied

## Playoffs

### Halbfinale
| 11. Mai 2012 20:35 MEZ | Ospreys | 45 : 10         | Munster Rugby                                                                      | Liberty Stadium, Swansea Zuschauer: 10.026 Schiedsrichter: Alain Rolland (Irland) |
| 11. Mai 2012 20:35 MEZ | Versuche: Biggar 12. erh. Fotuali’i 40. erh. Dirksen 55. n.erh. Bishop 63. erh. Webb 71. erh. Erhöhungen: Biggar (4/5) Straftritte: Biggar (4/4) 8., 22., 30., 49. | (23:10) Bericht | Versuche: Keatley 3. erh. Erhöhungen: Keatley (1/1) Straftritte: Keatley (1/1) 20. | Liberty Stadium, Swansea Zuschauer: 10.026 Schiedsrichter: Alain Rolland (Irland) |

| 12. Mai 2012 20:35 MEZ | Leinster Rugby                                                                                  | 19 : 15       | Glasgow Warriors                                                                             | RDS Arena, Dublin Zuschauer: 15.113 Schiedsrichter: George Clancy (Irland) |
| 12. Mai 2012 20:35 MEZ | Versuche: Kearney 66. erh. Erhöhungen: Sexton (1/1) Straftritte: Sexton (4/4) 7., 23., 38., 63. | (9:3) Bericht | Versuche: Hall 77. n.erh. Hogg 80. erh. Erhöhungen: Jackson (1/2) Straftritte: Weir (1/3) 9. | RDS Arena, Dublin Zuschauer: 15.113 Schiedsrichter: George Clancy (Irland) |

### Finale
| 27. Mai 2012 17:00 MEZ | Leinster Rugby | 30 : 31        | Ospreys | RDS Arena, Dublin Schiedsrichter: Romain Poite (Frankreich) |
| 27. Mai 2012 17:00 MEZ | Versuche: Cronin 26. erh. Nacewa 35. erh., 61. erh. Erhöhungen: Sexton (3/3) Straftritte: Sexton (3/4) 11., 44., 51. | (17:9) Bericht | Versuche: Beck 42. erh. Williams 59. n.erh., 78. erh. Erhöhungen: Biggar (2/3) Straftritte: Biggar (5/5) 8., 22., 34., 43., 73. | RDS Arena, Dublin Schiedsrichter: Romain Poite (Frankreich) |

## Statistik

### Meiste erzielte Versuche
|    | Name          | Versuche | Team            |
| -- | ------------- | -------- | --------------- |
| 1. | Tim Visser    | 13       | Edinburgh Rugby |
| 2. | Alex Cuthbert | 10       | Cardiff Blues   |
| 3. | Simon Zebo    | 8        | Munster Rugby   |

### Meiste erzielte Punkte
|    | Name        | Punkte | Versuche | Erhöhungen | Penalties | Dropkicks | Team             |
| -- | ----------- | ------ | -------- | ---------- | --------- | --------- | ---------------- |
| 1. | Dan Biggar  | 241    | 1        | 34         | 53        | 3         | Ospreys          |
| 2. | Duncan Weir | 198    | 1        | 11         | 55        | 2         | Glasgow Warriors |
| 3. | Ian Keatley | 187    | 1        | 25         | 44        | 0         | Munster Rugby    |